# Nazionalna astronomitscheska obserwatorija – Roschen
Das Nazionalna astronomitscheska obserwatorija – Roschen (bulgarisch Национална астрономическа обсерватория – Рожен, НАО-Рожен; deutsch Nationales Astronomisches Observatorium – Roschen; englisch National Astronomical Observatory – Rozhen, NAO-Rozhen) ist eine bulgarische Sternwarte, die sich 15 Straßenkilometer südöstlich der Stadt Tschepelare bzw. 90 km südlich von Plowdiw, in 1759 m Höhe auf dem Berg Roschen (bulgarisch връх Рожен) im Rhodopen-Gebirge befindet. Es gehört zum Institut für Astronomie der Bulgarischen Akademie der Wissenschaften. Im Jahr 2008 arbeiteten dort circa 50 Astronomen.

## Instrumente
Das größte Teleskop des Observatoriums ist ein Spiegelteleskop der Firma Carl Zeiss Jena mit zwei Metern Durchmesser, das 1980 in Betrieb genommen wurde. Daneben gibt es eine Reihe kleinerer Teleskope.

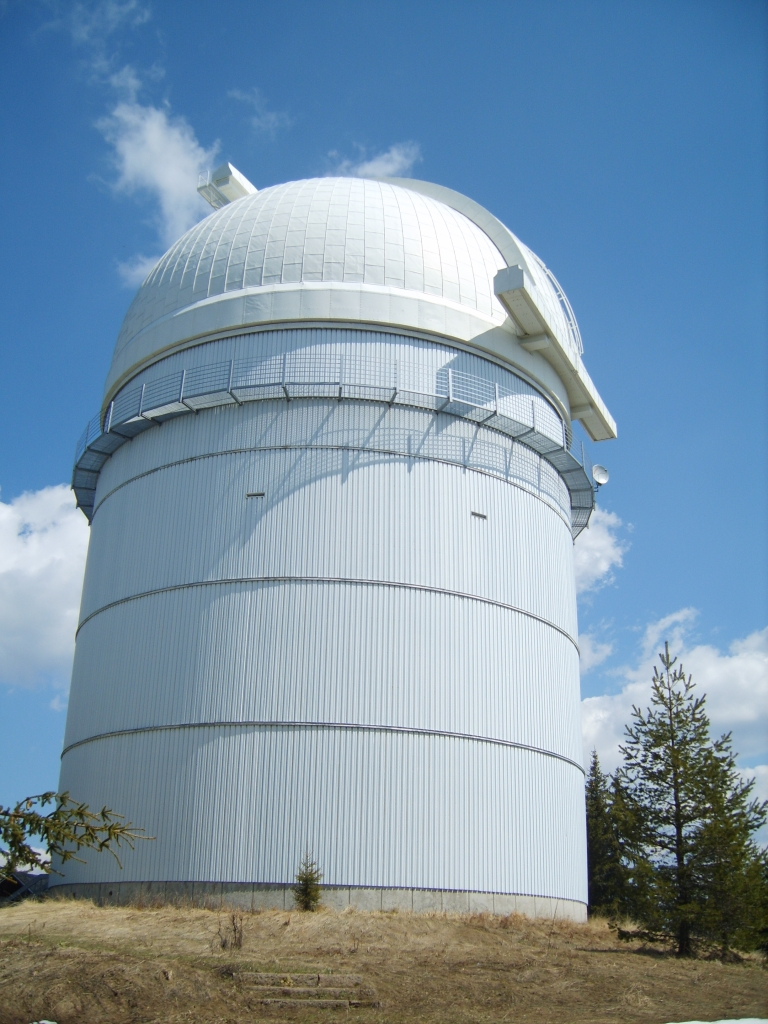
Dom des 2-m-Teleskops
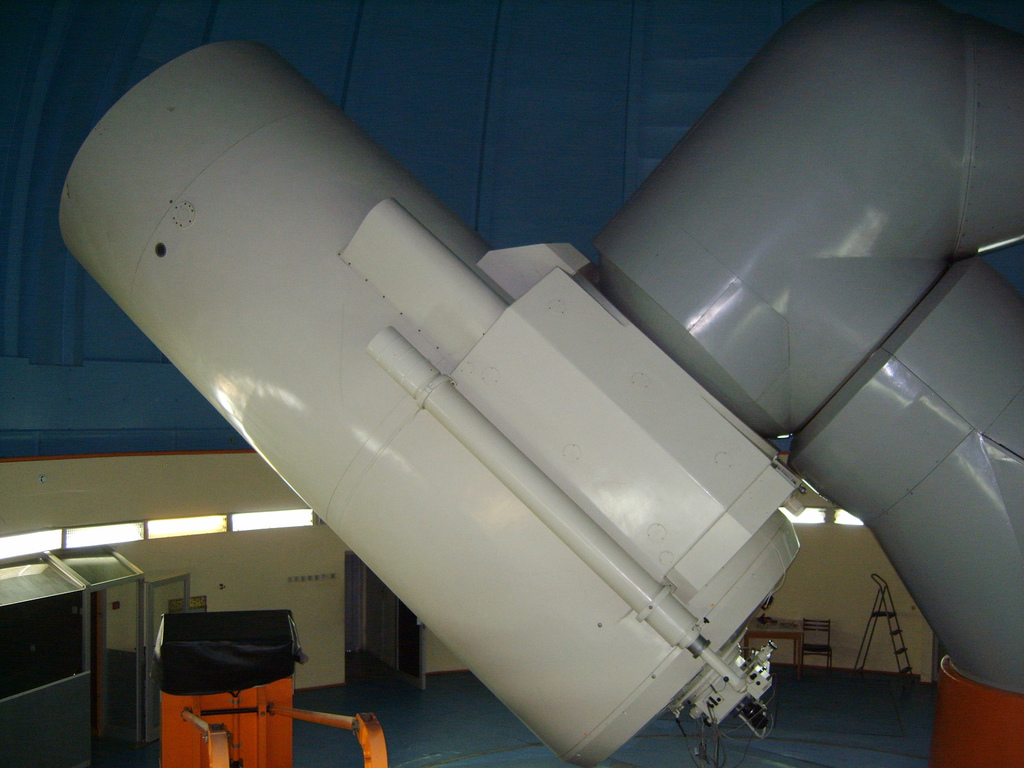
2-m-Teleskop
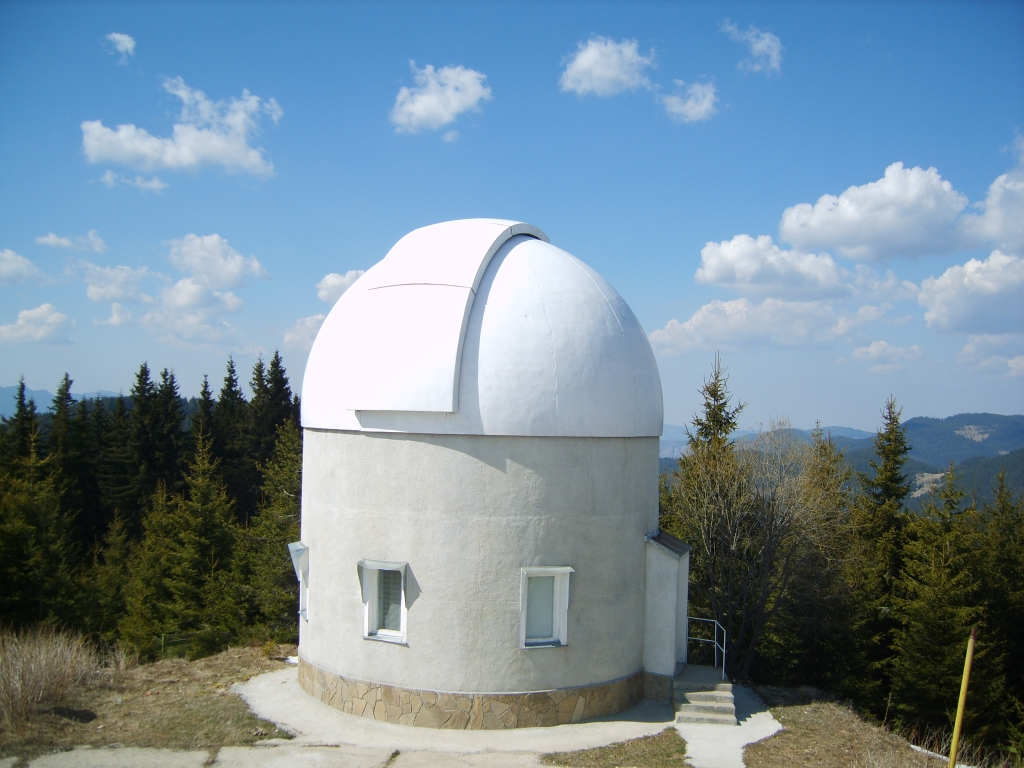
Dom des Solar-Teleskops